# Hostašovice
Hostašovice (en allemand : Hostaschowitz) est une commune du district de Nový Jičín, dans la région de Moravie-Silésie, en République tchèque. Sa population s'élevait à 787 habitants en 2020.

## Géographie
Hostašovice se trouve à 7 km au sud de Nový Jičín et à 263 km à l'est-sud-est de Prague.
La commune est limitée par Nový Jičín au nord, par Hodslavice à l'est, par Valašské Meziříčí au sud, et par Lešná à l'ouest.

## Histoire
La première mention écrite de la localité date de 1249.